# Dar Ben Abdellah
Dar Ben Abdellah là một đô thị thuộc tỉnh Relizane, Algérie. Dân số thời điểm năm 2002 là 2.848 người.